# Nafissatou Thiam
Nafissatou Thiam (ur. 19 sierpnia 1994 w Namur) – belgijska lekkoatletka senegalskiego pochodzenia, wieloboistka. Wielokrotna medalistka mistrzostw świata i Europy, rekordzistka świata w pięcioboju.

## Kariera sportowa
W 2011 zajęła 4. miejsce na mistrzostwach świata juniorów młodszych w Lille Metropole. Czternasta zawodniczka juniorskich mistrzostw świata z Barcelony (2012).
3 lutego 2013 w Gandawie Thiam pobiła halowy rekord świata juniorów w pięcioboju zdobywając 4558 punktów. Miała stać się tym samym pierwszą belgijską lekkoatletką, która pobiła rekord świata. Wynik ten jednak nie został oficjalnie ratyfikowany z powodu problemów z kontrolą antydopingową.
W tym samym roku zajęła 6. miejsce na halowych mistrzostwach Europy w Göteborgu oraz została mistrzynią Europy juniorów w siedmioboju. Startując w skoku wzwyż, zajęła 8. miejsce na halowych mistrzostwach świata w Sopocie (2014). Kilka miesięcy później zdobyła brązowy medal w siedmioboju podczas mistrzostw Europy. Srebrna medalistka halowych mistrzostw Europy (2015). W tym samym roku została młodzieżową wicemistrzynią Starego Kontynentu w skoku wzwyż oraz zajęła 11. miejsce w siedmioboju podczas mistrzostw świata w Pekinie. Czwarta zawodniczka w skoku wzwyż podczas mistrzostw Europy w Amsterdamie (2016). W tym samym roku została mistrzynią olimpijską w siedmioboju. W 2017 po raz pierwszy w karierze została halową mistrzynią Starego Kontynentu w Belgradzie oraz zdobyła w Londynie mistrzostwo świata w rywalizacji siedmioboju. W 2018 zdobyła mistrzostwo Europy w Berlinie, a rok później sięgnęła po srebro światowego czempionatu w Dosze. W 2021 ponownie zdobyła złote medale halowych mistrzostw Europy oraz igrzysk olimpijskich. Rok później zdobyła swój drugi złoty medal mistrzostw świata. Zwyciężyła w pięcioboju na halowych mistrzostwach Europy w 2023 w Stambule, ustanawiając halowy rekord świata wynikiem 5055 punktów.  
Złota medalistka mistrzostw Belgii w różnych konkurencjach oraz reprezentantka kraju na drużynowych mistrzostwach Europy.

### Otoczenie szkoleniowe
Nafi Thiam jest zawodniczką klubu lekkoatletycznego RFCL Athlétisme.
W latach 2008–2022 trenowała pod okiem Rogera Lespagnarda. W 2022 roku funkcję trenera Belgijki objął Michael Van der Plaetsen – były sportowiec, a prywatnie brat i trener dziesięcioboisty Thomasa Van der Plaetsena.

## Osiągnięcia
| Rok  | Impreza                               | Miejsce         | Konkurencja        | Lokata            | Wynik     |
| ---- | ------------------------------------- | --------------- | ------------------ | ----------------- | --------- |
| 2011 | Mistrzostwa świata juniorów młodszych | Lille Metropole | siedmiobój kadetek | 4. miejsce        | 5366 pkt. |
| 2011 | Olimpijski festiwal młodzieży Europy  | Trabzon         | skok w dal         | el. – 18. miejsce | 5,50      |
| 2011 | Olimpijski festiwal młodzieży Europy  | Trabzon         | rzut oszczepem     | 11. miejsce       | 40,62     |
| 2012 | Mistrzostwa świata juniorów           | Barcelona       | siedmiobój         | 14. miejsce       | 5384 pkt. |
| 2013 | Halowe mistrzostwa Europy             | Göteborg        | pięciobój          | 6. miejsce        | 4493 pkt. |
| 2013 | I liga drużynowych mistrzostw Europy  | Dublin          | skok wzwyż         | 1. miejsce        | 1,89      |
| 2013 | I liga drużynowych mistrzostw Europy  | Dublin          | rzut oszczepem     | 12. miejsce       | 40,72     |
| 2013 | Mistrzostwa Europy juniorów           | Rieti           | siedmiobój         | 1. miejsce        | 6298 pkt. |
| 2013 | Mistrzostwa świata                    | Moskwa          | siedmiobój         | 14. miejsce       | 6070 pkt. |
| 2014 | Halowe mistrzostwa świata             | Sopot           | skok wzwyż         | 8. miejsce        | 1,90      |
| 2014 | Mistrzostwa Europy                    | Zurych          | siedmiobój         | 3. miejsce        | 6423 pkt. |
| 2015 | Halowe mistrzostwa Europy             | Praga           | pięciobój          | 2. miejsce        | 4696 pkt. |
| 2015 | Młodzieżowe mistrzostwa Europy        | Tallinn         | skok wzwyż         | 2. miejsce        | 1,87      |
| 2015 | Mistrzostwa świata                    | Pekin           | siedmiobój         | 11. miejsce       | 6298 pkt. |
| 2016 | Mistrzostwa Europy                    | Amsterdam       | skok wzwyż         | 4. miejsce        | 1,93      |
| 2016 | Igrzyska olimpijskie                  | Rio de Janeiro  | siedmiobój         | 1. miejsce        | 6810 pkt. |
| 2017 | Halowe mistrzostwa Europy             | Belgrad         | pięciobój          | 1. miejsce        | 4870 pkt. |
| 2017 | Mistrzostwa świata                    | Londyn          | siedmiobój         | 1. miejsce        | 6784 pkt. |
| 2018 | Mistrzostwa Europy                    | Berlin          | siedmiobój         | 1. miejsce        | 6816 pkt. |
| 2019 | Mistrzostwa świata                    | Doha            | siedmiobój         | 2. miejsce        | 6677 pkt. |
| 2021 | Halowe mistrzostwa Europy             | Toruń           | pięciobój          | 1. miejsce        | 4904 pkt. |
| 2021 | Igrzyska olimpijskie                  | Tokio           | siedmiobój         | 1. miejsce        | 6791 pkt. |
| 2022 | Mistrzostwa świata                    | Eugene          | siedmiobój         | 1. miejsce        | 6947 pkt. |
| 2022 | Mistrzostwa Europy                    | Monachium       | siedmiobój         | 1. miejsce        | 6628 pkt. |
| 2023 | Halowe mistrzostwa Europy             | Stambuł         | pięciobój          | 1. miejsce        | 5055 pkt. |
| 2024 | Mistrzostwa Europy                    | Rzym            | siedmiobój         | 1. miejsce        | 6848 pkt. |
| 2024 | Igrzyska olimpijskie                  | Paryż           | siedmiobój         | 1. miejsce        | 6880 pkt. |

## Rekordy życiowe
| Konkurencja                     | Wynik     | Miejsce           | Rok       | Uwagi                                                      |
| ------------------------------- | --------- | ----------------- | --------- | ---------------------------------------------------------- |
| Pięciobój (hala)                | 5055 pkt. | Stambuł           | 2023      | rekord świata                                              |
| Siedmiobój                      | 7013 pkt. | Götzis            | 2017      | rekord Belgii, 4. wynik w historii światowej lekkoatletyki |
| Stadion                         |           |                   |           |                                                            |
| Bieg na 200 metrów              | 24,37     | Gaurain-Ramecroix | 2019      |                                                            |
| Bieg na 800 metrów              | 2:11,79   | Rzym              | 2024      |                                                            |
| Bieg na 100 metrów przez płotki | 13,21     | Eugene            | 2022      |                                                            |
| Pchnięcie kulą                  | 15,41 m   | Talence           | 2019      |                                                            |
| Rzut oszczepem                  | 59,32 m   | Götzis            | 2017      | rekord Belgii                                              |
| Skok wzwyż                      | 2,02 m    | Talence           | 2019      | najlepszy wynik w historii siedmioboju                     |
| Skok w dal                      | 6,86 m    | Birmingham        | 2019      | rekord Belgii                                              |
| Hala                            |           |                   |           |                                                            |
| Bieg na 60 metrów przez płotki  | 8,23      | Belgrad Stambuł   | 2017 2023 |                                                            |
| Bieg na 800 metrów              | 2:13,60   | Stambuł           | 2023      |                                                            |
| Pchnięcie kulą                  | 15,54 m   | Stambuł           | 2022      |                                                            |
| Skok wzwyż                      | 1,96 m    | Belgrad           | 2017      |                                                            |
| Skok w dal                      | 6,79 m    | Liévin            | 2020      | rekord Belgii                                              |

## Życie prywatne
Jej ojciec jest Senegalczykiem z pochodzenia, matka jest Belgijką. 
Zdobyła tytuł bakałarza z geografii na Uniwersytecie w Liège. 